# Hrybaczy (obwód mohylewski)
Hrybaczy (biał. Грыбачы; ros. Грибачи) – wieś na Białorusi, w obwodzie mohylewskim, w rejonie mohylewskim, w sielsowiecie Paszkawa, nad Łachwą.